# Kragulji
Kragulji (znanstveno ime Accipitridae) so ena od treh družin v redu Accipitriformes in je družina majhnih do velikih ptic z močno kljukastimi kljuni in spremenljivo morfologijo, ki temelji na prehrani. Prehranjujejo se z vrsto plenov, od žuželk do srednje velikih sesalcev, nekateri se prehranjujejo z mrhovino, nekateri pa s sadjem. Accipitridae so kozmopolitsko razširjeni, saj jih najdemo na vseh celinah sveta (razen na Antarktiki) in na številnih oceanskih otoških skupinah. Nekatere vrste so selivke.
V to skupino so vključene številne dobro znane ptice, kot so jastrebi, orli, škarniki, lunji in jastrebi starega sveta. Ribji orel je običajno uvrščen v ločeno družino (Pandionidae), tako kot ptica tajnik (Sagittariidae), jastrebi Novega sveta pa se zdaj običajno obravnavajo kot ločena družina ali red. Podatki o kariotipih kažejo, da so analizirani accipitridi res posebna monofiletska skupina.
Med kragulje uvrščamo naslednje glavne rodove z nekaj predstavniki:
- kragulj (s skobci) (Accipiter) - 27 vrst
- orel (Aquila) - 11 vrst
- jastrebi starega sveta (Gyps; prej posebna družina jastrebi-Aegypiinae) (beloglavi jastreb, črni jastreb, indijski jastreb, golouhi jastreb, volnoglavi jastreb, krpasti jastreb)
- belorepec (tudi postójna ali jezerski orel) (Haliaeetus albicilla) in sorodni ameriški jezerec/beloglavi orel; rod Haliaeetus
- veliki klinkač, mali klinkač; rod Clanga
- kanja ali mišar (rod Buteo), koconoga kanja, rjasta kanja, kraljeva kanja, rdečerepa kanja (Buteo jamaicensis)...; Buteo solitarius, Buteo oreophilus

- sršenar (Pernis apivorus); rod Pernis
- rjavi škarnik, črni škarnik, polžji škarnik, avstralski črnovrati škarnik, braminski škarnik ...; rod Milvus
- rjavi lunj, pepelasti lunj, močvirski lunj, stepski lunj; rod Circus
- sinji lebduh (Elanus caeruleus), močvirski lebduh; rod Elanus
- harpijski orel (Harpia harpyja); rod Harpia
- kačar (Circaetus gallicus); rod Circaetus
- brkati ser (Gypaetus barbatus); rod Gypaetus
- mali orel (Hieraaetus pennatus); rod Hieraaetus
- egiptovski jastreb ali mrhar (Neophron percnopterus); rod Neophron
- rjavi jastreb (Aegypius monachus); rod Aegypius
- afriški orel (Polemaetus bellicosus); rod Polemaetus
- afriški jezerec, tudi afriški ribji orel (Chaliaeetus vocifer); rod Haliaeetus
- filipinski orel (Pithecophaga jefferyi)
- Haastov orel (Hieraaetus moorei), izumrla vrsta